# Д’Эррико, Алессандро
Алессандро Д’Эррико (итал. Alessandro D’Errico; род. 18 ноября 1950, Бардже, королевство Италия) — итальянский прелат и ватиканский дипломат. Титулярный архиепископ Хиккары с 14 ноября 1998. Апостольский нунций в Пакистане с 14 ноября 1998 по 21 ноября 2005. Апостольский нунций в Боснии и Герцеговине с 21 ноября 2005 по 21 мая 2012. Апостольский нунций в Черногории с 17 февраля 2010 по 21 мая 2012. Апостольский нунций в Хорватии с 21 мая 2012 по 27 апреля 2017. Апостольский нунций на Мальте с 27 апреля 2017 по 30 апреля 2022. Апостольский нунций в Ливии с 10 июня 2017 по 30 апреля 2022.